# Heracles Almelo
Pour les articles homonymes, voir Héraclès (homonymie).
Maillots
Actualités
Le Heracles Almelo est un club néerlandais de football basé à Almelo.

## Historique
Fondé en 1903 sous le simple nom d'Heracles en honneur du fils demi-dieu de Zeus, Hercule. 
Son nom change en juillet 1974 pour SC Heracles '74 et finalement en 1998 le nom attribué est Heracles Almelo. 
Le club remporte le championnat des Pays-Bas par deux fois, en 1927 et 1941.

## Palmarès
- Championnat des Pays-Bas (2) :
  - Champion : 1927, 1941

- Championnat des Pays-Bas de deuxième division (3) :
  - Champion : 1985, 2005, 2023

- Coupe des Pays-Bas :
  - Finaliste : 2012

## Personnalités du club

### Joueurs emblématiques
- Iliass Bel Hassani
- Tim Breukers
- Brahim Darri
- Marc de Clerck (en)
- Remon de Vries (en)
- Darl Douglas
- Lerin Duarte
- Mark-Jan Fledderus
- Mark Looms
- Rob Maas (en)
- Birger Maertens
- Kalle Oranen (en)
- Willie Overtoom
- Remko Pasveer
- Kristoffer Peterson
- Martin Pieckenhagen
- Kwame Quansah
- Everton
- Ben Rienstra
- Joop Schuman (nl)
- Marnix Smit (en)
- Oussama Tannane
- Mike te Wierik
- Antoine van der Linden
- Karim Bridji

## Identité visuelle

Logo jusqu'en 2015